# 九州出版社
九州出版社成立于1993年，是中共中央台湾工作办公室主办、主管的出版机构。1999年以前名為九洲图书出版社，主要发行与台湾有关的出版物。2003年成立的海峡两岸出版交流中心的总部亦设在九州出版社。现任社长黄宪华。九州出版社是中华人民共和国新闻出版总署评定的首批全国百佳图书出版单位。